# 太陽系外惑星
太陽系外惑星（たいようけいがいわくせい、英語: Extrasolar planet）または系外惑星（英語: Exoplanet）とは、太陽系の外にある、太陽以外の恒星を公転する惑星である。
初めて太陽系外惑星が正式に確認されたのは1992年で、NASA Exoplanet Archive の統計によると2025年7月1日時点で確認されている太陽系外惑星の総数は5,926個であり、惑星を持つことが知られている恒星の総数は4,419個、そのうち996個は複数の惑星を持つことが知られている。

## 概要
その存在を示すとされた初めての証拠は1917年に記録されたが、その証拠は認められなかった。科学的観測に基づいて初めて太陽系外惑星が発見されたのは1988年であったが、後にそうであると確認されるまでは太陽系外惑星としては受け入れられなかった。
2004年から観測を行っている高精度視線速度系外惑星探査装置（HARPS）では約100個の太陽系外惑星が発見されているが、2009年から観測を行っているケプラー宇宙望遠鏡は2,000を超える太陽系外惑星を発見しており、また数千個もの惑星候補を検出しているが、そのうちの約11%は誤検出である可能性が示されている。いくつかの恒星では、周りを複数の惑星が公転している様子も観測されている。
太陽のような恒星の約5分の1はハビタブルゾーン内に「地球サイズ」が存在するとされており、銀河系に2,000億個の恒星があると仮定すると、潜在的に居住可能な惑星は銀河系内に110億個存在していることになり、赤色矮星の場合も含めるとその数は400億個に及ぶと見積もられている。
知られている中で最も質量が小さな太陽系外惑星はDraugr（PSR B1257+12 A, PSR B1257+12 b）で、月の約2倍の質量しか持たない。一方で、NASA Exoplanet Archiveに記載されている最も質量が大きな太陽系外惑星はHR 2562 bで、木星の約30倍の質量を持つが、惑星の定義に基づくとこの質量は惑星とみなすには大きすぎるため、褐色矮星に分類される可能性がある。太陽系外惑星には主星に非常に近い軌道をわずか数時間で公転しているものや、とても遠くに離れて数千年かけて公転しているものもあり、中には主星と重力的に結び付いているかどうかも曖昧なほど離れているものもある。これまで発見されてきた太陽系外惑星のほとんどは銀河系内に位置しているが、銀河系から遠く離れた別の銀河内に存在する銀河系外惑星が存在する可能性を示す証拠も見出されている。現在、知られている最も太陽系に近い太陽系外惑星はプロキシマ・ケンタウリbで、約4.2光年（約1.3パーセク）離れている。
太陽系外惑星の発見は、地球外生命探索への関心を強めてきた。地球上における生命の前提条件である、液体の水が表面に存在する可能性がある領域ハビタブルゾーン内を公転する惑星には、より大きな関心が集まっている。惑星の居住可能性についての研究において、生命が存在しうるのに必要な惑星地球との適合性には、それ以外にも様々な要因を考慮する必要がある。
太陽系外惑星に加えて、恒星を公転せずに単独で存在することが多い自由浮遊惑星と呼ばれる天体も存在する。それがWISE J0855-0714のようなガスジャイアントの場合、準褐色矮星と扱われることもある。銀河系内に自由浮遊惑星は10億個以上存在すると考えられている。

## 命名

各例において、太陽系外惑星を含む伴星への一般的な命名法を示した図

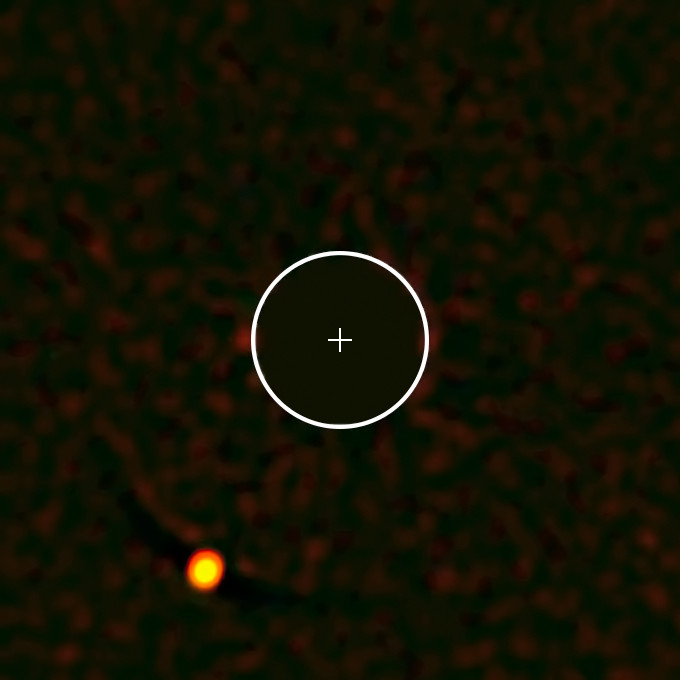
HIP 65426 bはHIP 65426の周りで初めて発見された惑星である。

太陽系外惑星への命名法は連星系への命名法を修正して使われている。これは従来からの慣習だったが、Washington Multiplicity Catalog (WMC) が整理し、国際天文学連合（IAU）に暫定的に認可された。
1. 恒星の名のあとに、主星はAをつけ、伴星は順に（発見順、同時発見は明るい順）、B・C …… をつけて区別する。何も付けない場合、それは連星系全体を表す。
2. A（BやCでも同様）自体が連星だった場合、Aa・Ab・Ac …… をつけて区別する。
3. Aa自体が連星だった場合、Aa1・Aa2・Aa3 …… をつけて区別する。

ここで、たとえば3連星を A・B・C とするか Aa・Ab・B とするかは軌道の大きさや発見の経緯で変わるが、明確な基準はない。歴史的には実視連星には大文字が、分光連星には小文字が使われてきた。単一星（連星系でない恒星）を惑星が公転している場合、主星名の後に小文字のアルファベットをつけて命名する。原則、その恒星を公転する惑星が初めて発見された時、主星名の後にbが付けられ（主星にはaを付けることもできるが、実際にそうすることはほとんどない）、それ以降に発見された惑星はc・d ……と順々に命名されていく。例外的に、初めて発見された太陽系外惑星系PSR B1257+12の惑星にはA・B ……が使われている。かつては 1・2 …… や a・b …… も使われた。同じ惑星系内に複数の惑星が同時に発見された場合は原則、主星に近い順に、b・c ……と命名される。
連星系内の1つの恒星を公転する場合、公転している主星名のアルファベットも一緒に付与され、AとBからなる連星系の中でBを公転する場合、発見された惑星にはBb・Bc …… とする。たとえばはくちょう座16番星Bを公転する惑星ははくちょう座16番星Bbとなる。連星系の外側を回る周連星惑星の場合、たとえば連星系がAとBからなっていて、それらの軌道の外側を回る場合を考える。この場合、周連星惑星自体の発見が少ないこともあり、統一的な命名法は確立しておらず、いくつかの命名法が並立している。
- c・d ……。たとえば、へび座NN星c・d、おとめ座DT星c。
- b・c ……。たとえば、しし座DP星b、PSR B1620-26 b（PSR B1620-26 c とも）。
- (AB) b・(AB) c ……。たとえば、ケプラー16(AB)b（ケプラー16bとも）、ケプラー47(AB)b・ケプラー47(AB)c（ケプラー47b・cとも）。

## 惑星の固有名
いくつかの太陽系外惑星には、国際天文学連合によって数年間隔で行われている太陽系外惑星命名キャンペーン NameExoWorlds によって正式な固有名が与えられている。

### 2015年の命名
2014年、国際天文学連合は系外惑星の命名（主星たる恒星も同時命名）を初の公募及びインターネットによる一般投票で行うと発表し、手始めにペガスス座51番星bを含む20星系がリストアップされることとなった。
スケジュールは、2015年2月15日に命名する星系の絞込が行われ、同年6月15日まで名称の公募を実施。一般によるインターネットを通じた名称の投票を経て、最終的に、2015年12月15日に国際天文学連合は系外惑星の最初の固有名の発表を行った。
上記20星系のうち19星系は、以下のように命名された（うしかい座τ星系は除外された）。
一覧

### 2019年の命名
2019年6月、国際天文学連合は創設100周年を記念して、太陽系外惑星命名キャンペーン第2弾として各国や地域に太陽系外惑星とその主星の命名権を与える「IAU100 NameExoWorldsプロジェクト」を行うと発表し、計118の国と地域に命名権が与えられている。日本国内での名称提案の受付は、同年6月28日から9月4日まで行われた。そして同年12月7日に、発表が無かった6ヶ国を除いて計112の国と地域から提案された名称の中から国際天文学連合が選定した112組の惑星と主星の名称が発表された。
一覧

### 2022年の命名
2022年8月8日、国際天文学連合は太陽系外惑星命名キャンペーンの第3弾を行うと発表した。このキャンペーンでは、2021年末に打ち上げられたジェイムズ・ウェッブ宇宙望遠鏡 (JWST) による初期段階の観測のターゲットとなっている20個の太陽系外惑星とその主星が命名の対象となった。名称の募集は同年12月まで行われ、翌年の2023年6月7日に公式に承認された固有名が公表された。
一覧

## 探査の歴史
何世紀にも渡って、多くの科学者、哲学者、SF小説作家は太陽系外惑星が存在すると考えていた。しかし、長らくそれを発見する方法はなく、どのくらい存在するか、どれだけ太陽系の惑星に似ているかを知る手段もなかった。19世紀までに太陽系外惑星を発見するために提案された観測方法は、全て天文学者によって否定されていた。太陽系外惑星の存在を示す最初の証拠は1917年に記録されたが、それが認められることは無かった。科学的根拠に基づいて初めて太陽系外惑星の存在を示す証拠が記録されたのは1988年である。その直後、1992年にパルサーPSR B1257+12を公転する史上初めての太陽系外惑星が確認された。初めて発見された、主系列星を公転している太陽系外惑星はペガスス座51番星のすぐ傍を4日で公転している巨大ガス惑星で、1995年に発見された。
当初は木星質量の数分の1以下の天体は検出できなかったが、その後海王星サイズの惑星も検出できるようになり、スーパー・アースと呼ばれる巨大地球型惑星の発見を経て、最終的には地球以下のサイズの惑星までもが発見できるようになった。2018年8月時点で最も質量が小さな太陽系外惑星は、PSR B1257+12の最も内側を公転しているPSR B1257+12 Aで、月の2倍程度の質量しかない（冥王星の5分の1程度の質量を持つ彗星か小惑星らしきものもあると言われている）。大きい方では、質量が木星の10倍もあるような超巨大惑星も見つかっている。これより大きな天体としては褐色矮星があるが、質量分布からは惑星と褐色矮星の間に明確な溝がみられる。
いくつかの太陽系外惑星は、望遠鏡による観測でその姿が直接観測されているが、大部分はドップラー分光法やトランジット法といった間接的な観測方法で発見されている。2018年2月、チャンドラX線観測衛星を用いて観測を行っている研究者達はマイクロレンズと呼ばれる現象を利用して、銀河系外惑星が潜在的に約1兆個存在していることを示す証拠を見出し、「これらの太陽系外惑星には月と同等の大きさのものもあるし、一方で木星と同等の大きさを持つものもある。地球と異なり、多くの太陽系外惑星は、恒星によって密接に束縛されていないので、実際には宇宙を放浪しているか、ゆっくりと恒星間を公転している。我々は、銀河系の外にある惑星は1兆個以上存在しているということを推定できた」と述べている。

### 初期の推測
16世紀には、地球と他の惑星が太陽を中心に回っているというニコラウス・コペルニクスが唱えた地動説に賛同したイタリアの哲学者ジョルダーノ・ブルーノは、夜空の星も太陽と同じようなもので、太陽と同様に惑星を伴っているという説を唱えたが、これは科学的というよりは彼の信仰、宗教的世界観によるところが大きい。
18世紀には、アイザック・ニュートンが自然哲学の数学的諸原理の中に記したエッセイ「一般的注解」にて同じような可能性について言及している。太陽の惑星と比較して、彼は「恒星が（太陽系と）類似した構造の中心であるならば、その構造は全て同じような作りで構成され、その支配下となる」と記している。
最初の太陽系外惑星が発見される約40年以上前の1952年、オットー・シュトルーベは太陽系外惑星は太陽系の惑星よりも主星には近づかない理由と、ドップラー分光法とトランジット法は公転周期の短いスーパー・ジュピター（木星よりも質量が大きな太陽系外惑星）を検出しうることを示した。

### 疑わしい主張
太陽系外惑星を発見する試みは19世紀から行われてきた。最も初期の成果として、連星系へびつかい座70番星の観測がある。1855年、英国東インド会社のマドラス天文台で観測を行ったウィリアム・ステフェン・ジェイコブは、観測から判明したこの連星系の異常な軌道から、さらに伴星が存在する可能性が高いと報告した。1890年代、シカゴ大学のトーマス・シーとアメリカ海軍天文台は、この連星系の軌道の異常は、36年の周期で公転する不可視の伴星によるものだと証明したと述べた。しかしその後、フォレスト・モールトンがこのような軌道パラメーターを持つ三重連星系は非常に不安定であることを証明する論文を発表した。1950年代から1960年代にかけて、スワースモア大学のピート・ファンデカンプは、観測からバーナード星の周囲を公転する太陽系外惑星の存在を主張した。現在、天文学者はこうした初期の発見報告は全て誤ったものとして、否定している。
1991年、Andrew LyneとM. Bailes、S. L. Shemarはパルサーのパルスの変動を利用して、PSR 1829-10にパルサー惑星を発見したと主張した。この主張は一時的に大きな注目を集めたが、Lyne率いるチームがすぐにその主張を撤回した。

### 確認された惑星
2025年7月1日時点で、NASA Exoplanet Archive には5,926個の太陽系外惑星がリストアップされており、これには1980年代後半に論争となった主張も含まれている。初めて確証のある太陽系外惑星の報告がなされたのは1988年で、ビクトリア大学とブリティッシュコロンビア大学に在籍するカナダの天文学者、Bruce CampbellとG. A. H. Walker、そしてStephenson Yangによるものであった。彼らは太陽系外惑星の検出の主張には慎重であったが、視線速度の観測から、ケフェウス座γ星の周囲を公転する惑星の存在が示唆された。しかし当時の観測装置には、観測能力に限界があったため、天文学者達は他の似たようなものも含めて、こうした報告には懐疑的であった。また、そのうちのいくつかは惑星と恒星の中間にあたる褐色矮星である可能性もあるとされた。1990年にケフェウス座γ星の周囲を公転する惑星の存在を助長する研究結果が報告されたが、その後の1992年の研究で、再び惑星の存在は疑問視された。最終的に2003年に、改良された観測結果により実際に惑星が存在することが確かめられた。

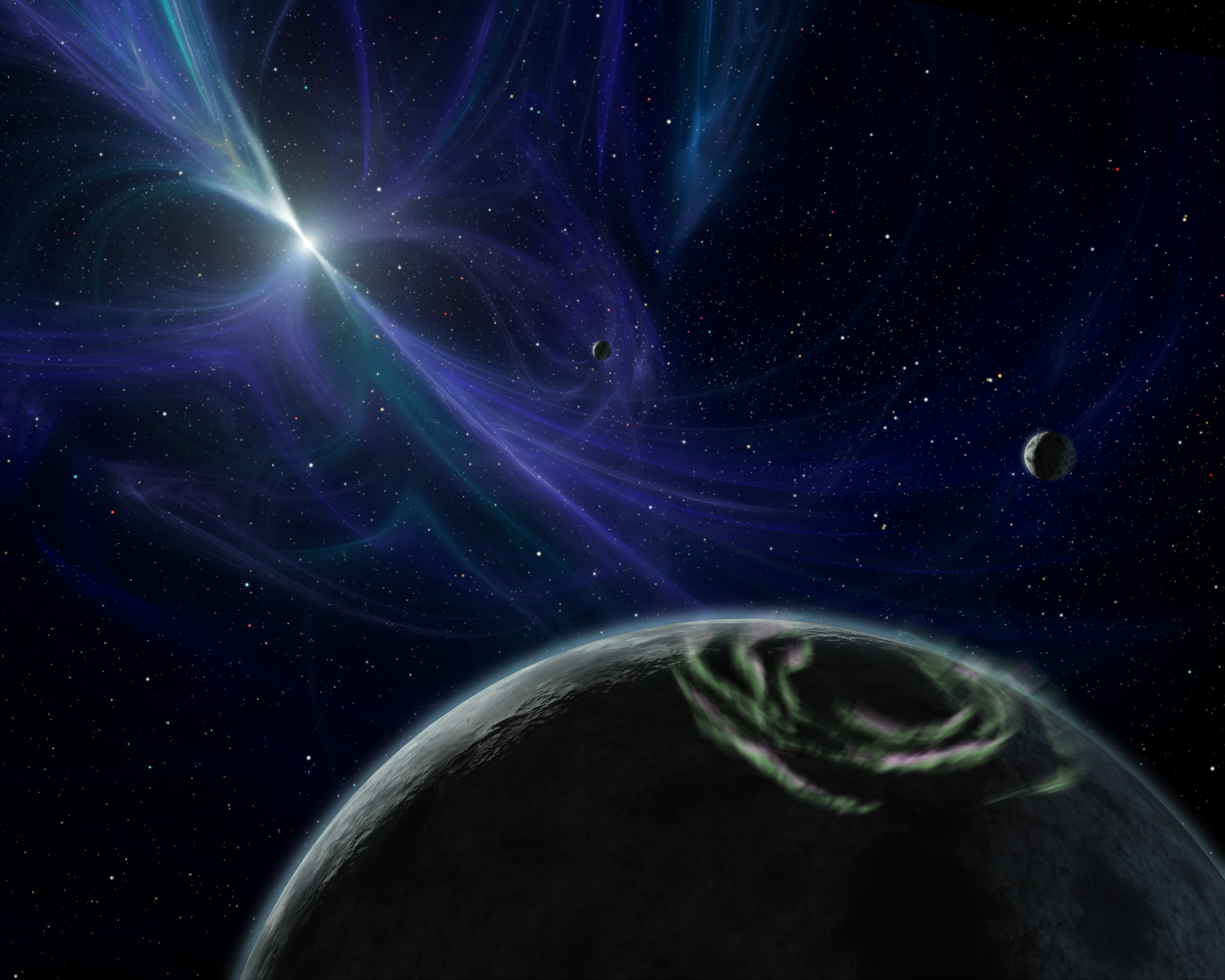
初めて太陽系外惑星が確認されたパルサーPSR B1257+12と、その惑星の想像図

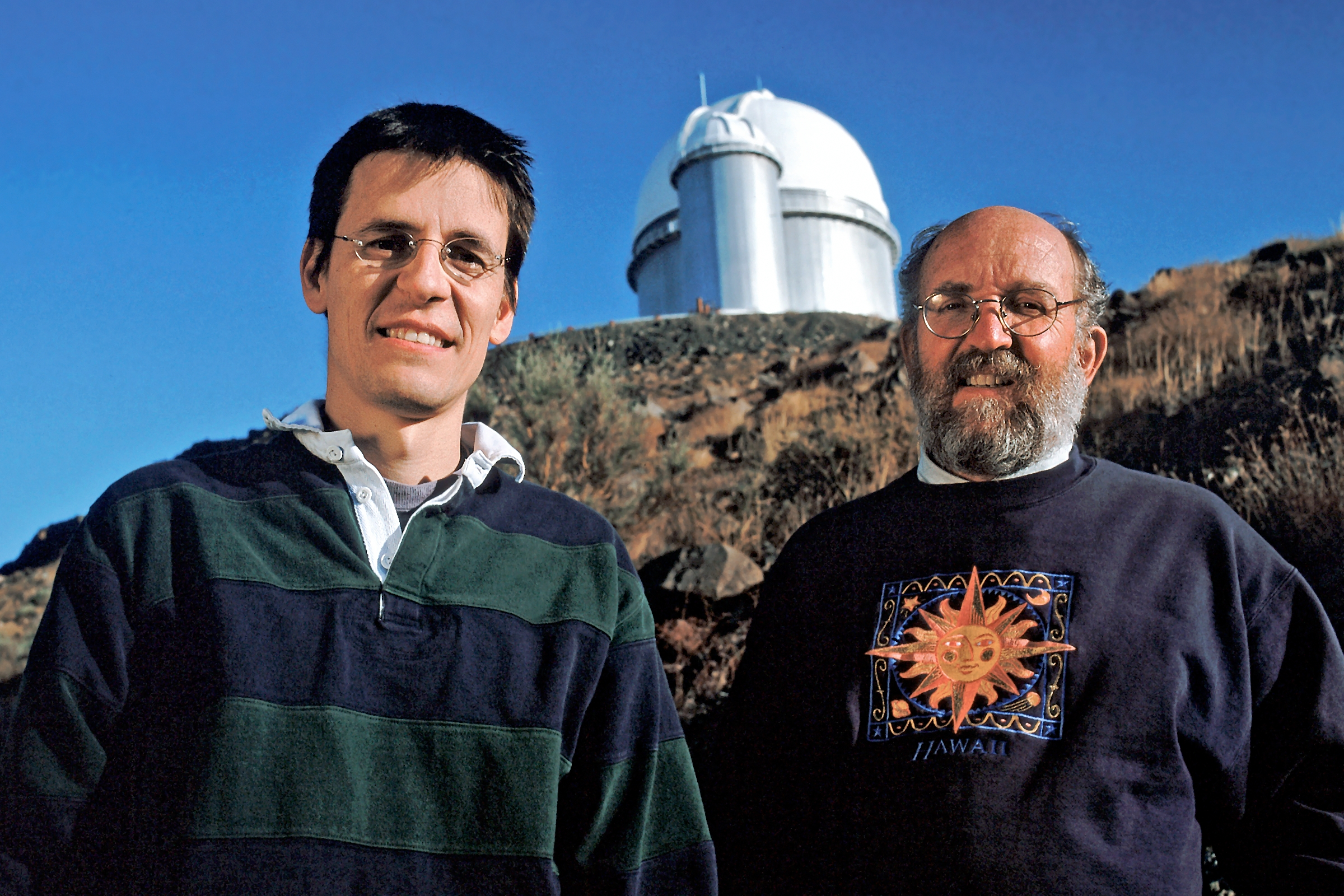
マイヨールとケロー（ラ・シヤ天文台 2012年）

1992年1月9日、電波天文学者のアレクサンデル・ヴォルシュチャンとデール・フレールは、パルサーPSR B1257+12の周囲を公転する2つの惑星を発見したと発表した。その後、この惑星の存在は実証され、一般的に初めての決定的な太陽系外惑星の発見とされている。その後の追加観測から、1994年にはこのパルサーを公転する第3の惑星も発見された。これらの惑星は、パルサーが形成された際の超新星爆発の残骸から形成されたか、超新星爆発の際に崩壊した巨大ガス惑星の中心にある岩石質の核が残ったものとされている。
1995年10月6日、ジュネーブ天文台のミシェル・マイヨールとディディエ・ケローは、G型主系列星のペガスス座51番星で、主系列星を公転する太陽系外惑星の検出に初めて成功したと発表した。この発見は、オート＝プロヴァンス天文台での観測によってもたらされ、これにより、現代的な太陽系外惑星探査の時代を迎えた。高分解能分光法を中心とする技術の発達により、その後、多くの新たな太陽系外惑星が迅速に発見されるようになっていった。天文学者は、主星に対する惑星の重力による影響を測定することにより、間接的に太陽系外惑星を発見することが出来るようになり、また後に、惑星が主星の前面を通過すること（トランジット）による、光度の変化からも太陽系外惑星から発見できるようになった。

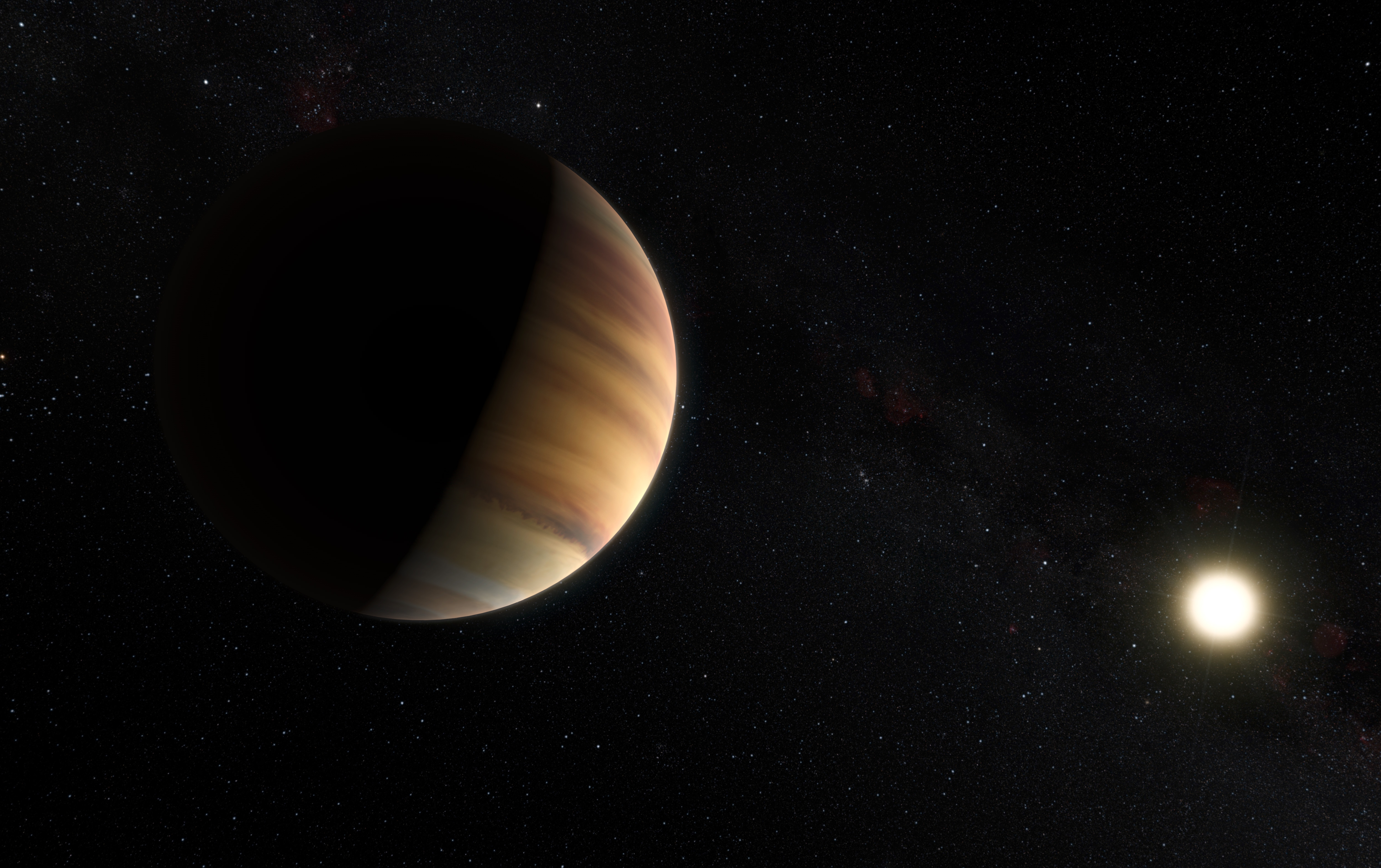
ペガスス座51番星bの想像図

初期に発見された太陽系外惑星の多くは主星から極めて近い軌道を描く、サイズの大きな木星型惑星であった。このような惑星は、軌道が主星に極めて近いことからホット・ジュピター（熱い木星 英語: Hot Jupiter）と呼ばれる。従来の惑星形成理論では、このような大きな惑星は、恒星から遠く離れた領域で形成されるとされていたため、この発見は多くの天文学者達を驚かせた。しかしその後の観測で、ホット・ジュピター以外にも様々な種類の太陽系外惑星が発見されるようになり、現在はホット・ジュピターは太陽系外惑星全体の少数しか構成していないことが分かっている。1999年には、元から発見されていた1つの惑星に加え、新たに2つの惑星が発見されたことにより、アンドロメダ座υ星が主系列星としては初めて複数の惑星の存在が確認された恒星となった。
1999年には、その直前にドップラー分光法によって発見されていた太陽系外惑星HD 209458 bが初めてトランジットを起こすことが確認された。HD 209458 bは、2001年のハッブル宇宙望遠鏡による観測で、初めて大気が確認された太陽系外惑星としても知られている。
2003年7月10日には、1993年にその存在が報告された、太陽系から約12,000光年離れた位置にある球状星団M4内の中性子星と白色矮星の連星系であるPSR B1620-26を公転しているPSR B1620-26 bが木星の2.5倍の質量を持つ太陽系外惑星であることが判明し、初めて明確に確認された周連星惑星となった。

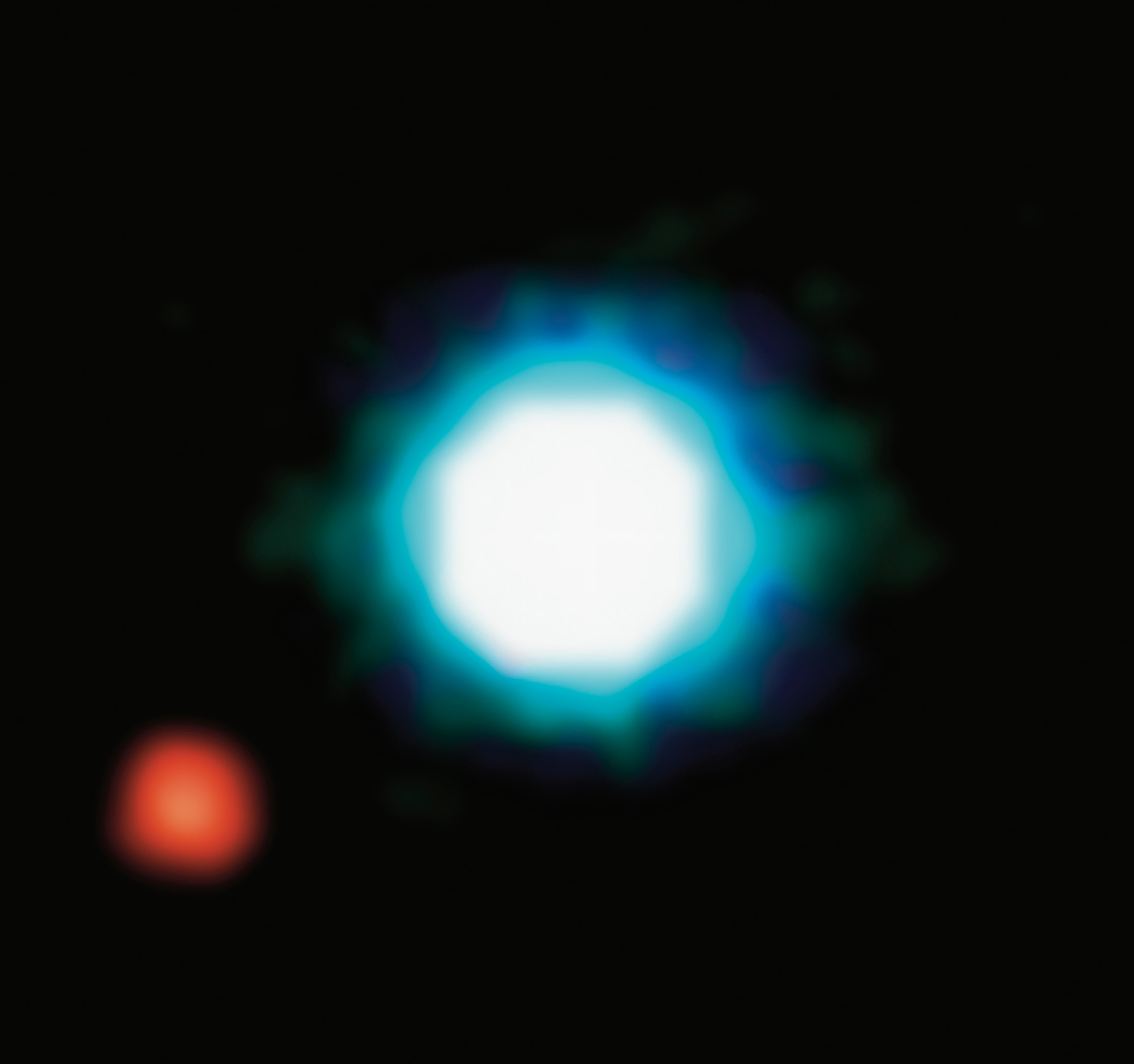
直接観測によって初めて発見された太陽系外惑星2M1207b（左下）の画像

2004年には、直接観測によって初めて太陽系外惑星が発見され、2M1207bと命名された。
2005年6月、近傍の恒星の1つである赤色矮星グリーゼ876に、以前から発見されていた2つの惑星に加え、ドップラー分光法による観測で第3惑星グリーゼ876dが発見された。観測から、グリーゼ876dの下限質量が地球の7.53倍であると見積もられ、史上初めて発見された岩石から構成されている可能性がある太陽系外惑星として注目を集めた。しかし主星から約300万km離れた軌道をわずか2日で公転しているため、生命体が存在する可能性は低いとされている。
2005年7月、77光年離れた位置にある恒星HD 149026（Ogma）を公転するHD 149026 b（Smertrios）がすばる望遠鏡などによる観測から発見された。HD 149026 bは比較的密度が高く、大きさの割に質量が大きい。このことからHD 149026 bは質量が地球の約70倍にも及ぶ巨大な核を持っていることが示された。これは理論上、惑星の核の最大質量とされている30地球質量を大きく超えている。
2006年1月、重力マイクロレンズによる太陽系外惑星の検出観測を行っているPLANET/RoboNet、OGLE、MOAが地球から銀河系の中心方向に約21,500光年離れた位置にある恒星OGLE-2005-BLG-390Lを公転している惑星OGLE-2005-BLG-390Lbを発見したと発表した。質量は地球の5.5倍で、その直前に発見されていたグリーゼ876dとは異なり主星からは2.6auも離れているため、表面温度は約50Kしかなく、岩石惑星か氷惑星であると考えられている。発見チームは、当時発見されていた中では最も地球に似ている太陽系外惑星だと表現している。NASAはこの惑星をスター・ウォーズシリーズに登場する架空の惑星ホスに例えている。
2006年12月27日、欧州宇宙機関（ESA）とフランス国立宇宙研究センター（CNES）の協力により、太陽系外惑星の観測を目的とした宇宙望遠鏡COROTがカザフスタンのバイコヌール宇宙基地から打ち上げた。その約5ヶ月後の2007年5月1日に、この観測ミッションで最初の太陽系外惑星（CoRoT-1b）が発見された。
2007年7月、太陽系から20光年離れた位置にある赤色矮星グリーゼ581の新たな2つの惑星、グリーゼ581cとグリーゼ581dがHARPSを用いて観測を行ったStéphane Udry率いるチームによって発見された。この2つの惑星は、グリーゼ581のハビタブルゾーン内を公転しているため、表面に液体の水が存在できる可能性がある。

4つの惑星が主星HR 8799を公転する様子（撮影: W・M・ケック天文台）

2008年11月には、1等星の1つであるフォーマルハウトの塵円盤の中を公転する惑星フォーマルハウトb（Dagon）と、A型主系列星HR 8799を公転する3つの惑星（後に4つ目の惑星も発見された）を直接観測で発見したという研究結果が発表された。しかしフォーマルハウトbについては、その後の観測で惑星ではない可能性が示されている。
2009年2月、CoRoTによる観測で、約500光年離れた太陽に似た恒星CoRoT-7の周囲を公転する惑星CoRoT-7bが発見された。当時大きさが知られていた太陽系外惑星の中では最も小さく、地球の約1.6倍しかない。そのため、地球と同じように岩石から成る岩石惑星だと考えられている。しかし、主星の周りをわずか20時間で公転しているため、表面温度は1,000℃から1,500℃にもなる。

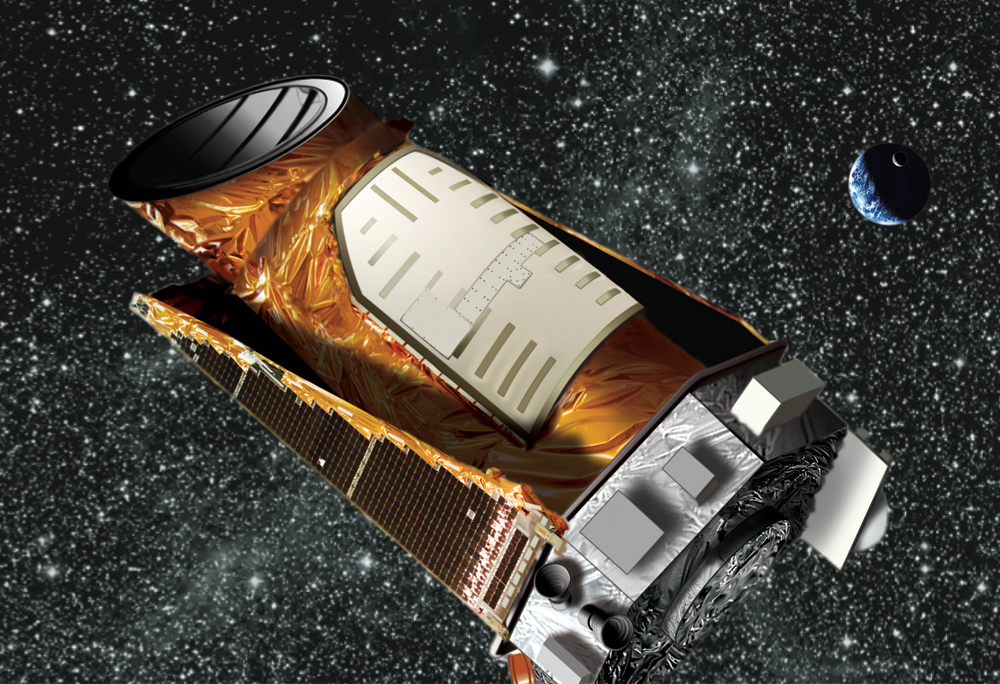
ケプラー宇宙望遠鏡

2009年3月6日、アメリカ航空宇宙局（NASA）は新たな太陽系外惑星宇宙機ケプラーをケープカナベラル空軍基地から打ち上げた。地球周回軌道に投入されたCOROTとは異なり、太陽周回軌道に投入され、はくちょう座とこと座周辺に位置する10万個以上の恒星が観測対象となった。同年5月から本格的な観測を開始し、2018年8月27日時点で2,327個の太陽系外惑星を確認し、さらに4,496個の太陽系外惑星候補を発見している。初めてケプラーによる観測で発見された5つの惑星（ケプラー4b・5b・6b・7b・8b）は、2010年1月にワシントンD.C.で行われたアメリカ天文学会 第215回会合で、その観測結果が発表された。
2009年6月10日には、いて座V4046星という連星の周囲に原始惑星系円盤が存在することが、サブミリ波電波干渉計 (SMA) の観測でとらえられたと発表された。この連星系の恒星同士の間隔は約600万km（約0.04au）で、これは太陽から水星までの10分の1にすぎない。恒星の多くは連星となっているが、このように近接した連星系には惑星は出来ないと考えられていた（これ以前に惑星が発見された連星系の間隔は、20から数百auである）。
2009年5月28日、位置天文学法（アストロメトリ法）と呼ばれる観測方法を用いて初めて太陽系外惑星候補を発見したと発表された。この太陽系外惑星はVB 10（グリーゼ752B）と呼ばれる小型の恒星を公転しているが、後のドップラー分光法による観測では検出されず、存在はまだ確定していない。
2009年8月、太陽系外惑星探索プロジェクトのスーパーWASPによる観測で、地球から約1,000光年離れた位置にある恒星WASP-17を公転する惑星WASP-17bが発見された。大きさは木星の約2倍だが、質量は木星の約半分しかないため、地球や木星と比べてもかなり密度は低い。またロシター・マクローリン効果による測定で、この惑星が主星の自転方向と逆方向に公転する逆行惑星であることが判明した。同年11月には、国立天文台とマサチューセッツ工科大学を中心とする日本・アメリカ合衆国の研究チームもまた、主星の自転とは逆向きに公転する逆行惑星、HAT-P-7bを発見している。それまで小惑星や衛星においては逆行小惑星や逆行衛星が発見されており、惑星についても理論的には存在が予言されていた。こうした太陽系外惑星の発見は、その起源や進化の解明に役立つと期待されている。
2009年12月には、地球から13光年離れた位置にある赤色矮星GJ 1214を公転するスーパー・アース、GJ 1214 bが発見された。主星に対する相対的な大きさが大きいため、主星面を通過している際の大気の分光観測が比較的、容易な惑星である。その結果、2012年にハッブル宇宙望遠鏡による観測で、GJ 1214 bが水素の大気を持つガス惑星とは異なり、濃い水蒸気の大気で覆われていることが判明した。
2010年9月、すでに4つの惑星が発見されていたグリーゼ581に、新たに2つの惑星グリーゼ581fとグリーゼ581gを発見したと発表された。このうち、グリーゼ581gは、ハビタブルゾーン内に位置し、環境が当時発見されている中で最も地球に似ていると推測された。しかしこの2つの惑星に関しては2014年に、その存在を示すものとされた観測結果を疑問視する研究を発表し、現在では存在する可能性は低いとされている。
2011年2月、ケプラーによる観測で、ケプラー11を公転している6つの惑星と1,235個の惑星候補を発見したと発表された。2012年3月には、さらに1,091個の惑星候補が追加で見つかったと発表された。このリリースによってケプラーが発見したサイズ別の太陽系外惑星候補の内訳は、地球サイズが246個、スーパー・アースサイズが676個、海王星サイズが1,118個、木星サイズが210個、それ以上の物が71個で、合計2,321個となっている。

2012年10月には、すでに2004年に発見されていた太陽系外惑星かに座55番星eにダイヤモンドが豊富に含まれている可能性があることが発表された。NASAのスピッツァー宇宙望遠鏡の観測から軌道距離と質量に関するデータを収集し、それを基に作られたコンピューターモデルによって化学組成を推測したものによる。
同じく2012年10月、4.3光年離れた、太陽系に最も近い恒星系ケンタウルス座α星の恒星Bを、少なくとも地球の1.13倍を持つ、岩石惑星と思われる太陽系外惑星が公転していることが発表された。太陽系に最も近い恒星系のため、この惑星の発見は大きく注目されたが、2015年にグリーゼ581gと同様に、観測結果を疑問視する研究結果が発表され、存在しない可能性が高くなっている。
2013年4月18日、ケプラーによる観測で、ハビタブルゾーン内を公転し、表面に液体の水が存在しうる3つの惑星（ケプラー62e・ケプラー62f・ケプラー69c）を発見したと発表された。

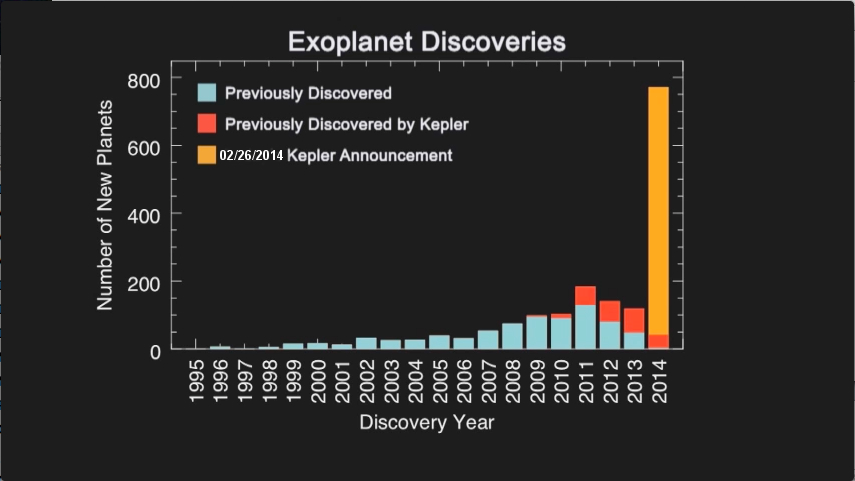
2014年2月26日のNASAによる発表時点での、各年に発見された太陽系外惑星の個数。橙色が、この発表にて新たに確認された惑星分を示している。

2014年2月26日、NASAはケプラーによる観測で305個の恒星を公転する計715個の太陽系外惑星を発見したと発表した。これらの惑星は「Verification by multiplicity」と呼ばれる方法で確認された。これは複数の惑星が一つの恒星を公転しているように見える惑星系では、惑星が一個しか存在しない惑星系と比べて誤検知の可能性が大幅に低下するという原理に基づいた方法である。この発表以前に知られていた多くの惑星は発見が容易である木星と同等か、それ以上の大きさを持つものが大部分であったが、この時発表された惑星の大半は地球と海王星の中間のサイズを持っている。その中にはケプラー296fなどハビタブルゾーン内に位置していると思われる惑星も含まれている。
2015年1月6日、NASAはケプラーによって確認された太陽系外惑星の総数が1,000個を超えたと発表した。そして同時に発表されたいくつかの太陽系外惑星のうち、ケプラー438b・ケプラー440b・ケプラー442bはハビタブルゾーン内を公転しているとされており、ケプラー438bとケプラー442bは地球サイズの岩石惑星、ケプラー440bはスーパーアースであるとされている。
2015年7月23日、NASAは太陽と同じ、スペクトル分類G2型の恒星ケプラー452のハビタブルゾーン内を公転する地球サイズの岩石惑星と思われる太陽系外惑星ケプラー452bを発見したと発表した。大きさは地球の1.63倍で、主星からの距離は地球とほとんど変わらない。
2016年3月11日、NASAはケプラーによって観測された1,284個の惑星候補の存在が確定となったと発表した。これは、2015年7月のケプラーのカタログに記載された4302個の惑星候補を精査した結果である。この内550個はサイズから岩石でできた惑星と推測され、この中にハビタブルゾーン内に存在すると考えられる惑星が9個存在する。
2016年8月24日、ヨーロッパ南天天文台は、太陽系に最も近い恒星プロキシマ・ケンタウリ（ケンタウルス座α星C）のハビタブルゾーン内を少なくとも地球の1.27倍の質量を持つ惑星プロキシマ・ケンタウリbを発見したと発表された。惑星の表面温度は234K（-39℃）と見積もられており、大気や液体の水が存在していれば、生命が存在できる可能性がある。太陽系に最も近い恒星を公転しており、なおかつ地球サイズであると予想されたため、プロキシマ・ケンタウリbの発見は多くのメディアに取り上げられ、このプロキシマ・ケンタウリ系を含むケンタウルス座α星系に切手サイズの超小型探査機スターチップを送り、接近探査を行うブレークスルー・スターショット計画が構想されている。しかし、主星プロキシマ・ケンタウリが恒星活動が激しい閃光星のため、それによって生じる大量の放射線やX線により、そのすぐ傍を公転しているプロキシマ・ケンタウリbの大気に悪影響を及ぼしている可能性が示されている。

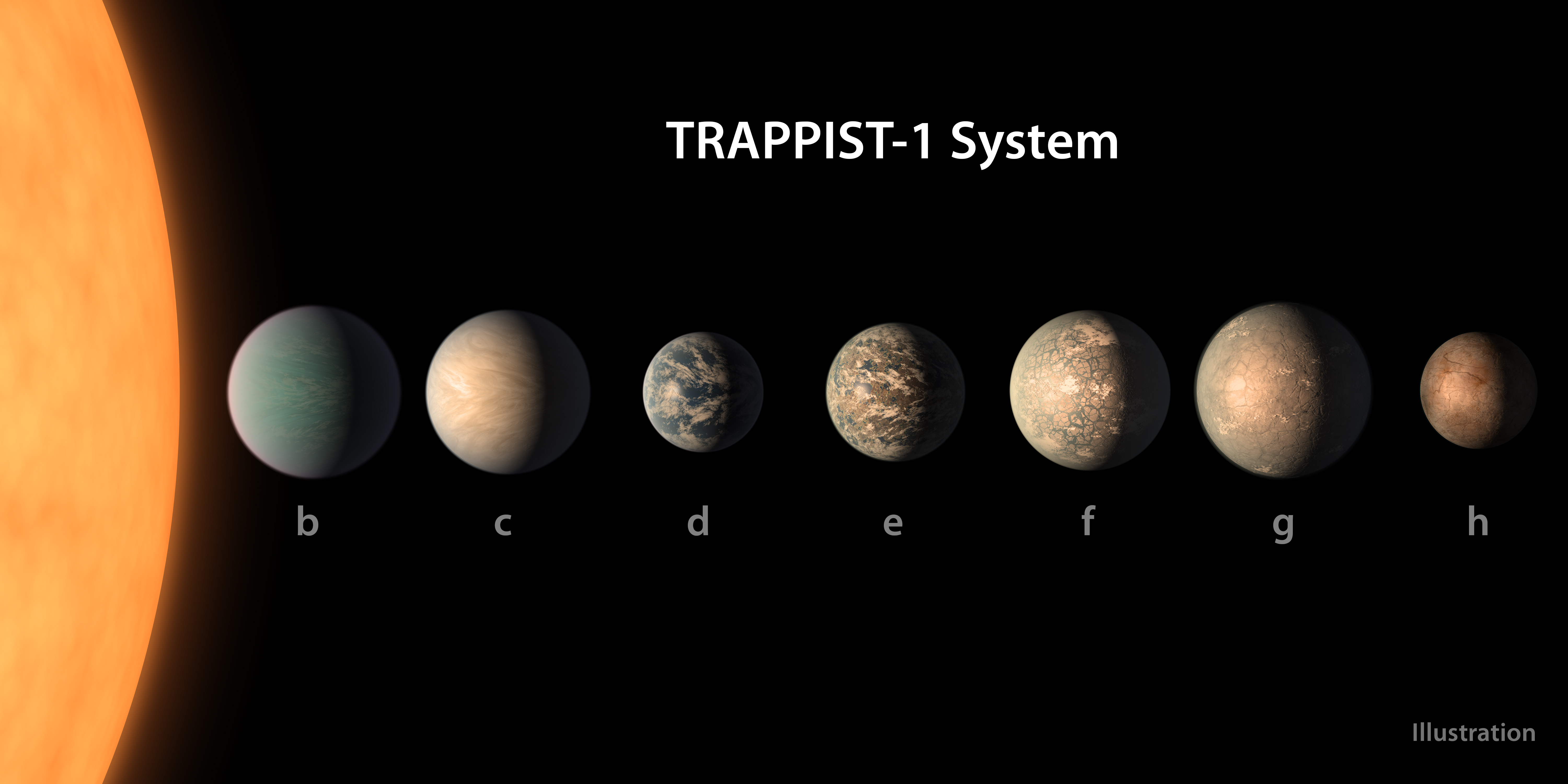
TRAAPPIST-1系の惑星の想像図

2017年2月22日、NASAはスピッツァー宇宙望遠鏡による観測で、2016年5月に既にTRAPPIST望遠鏡による観測で3つの惑星の存在が知られていた約40光年離れた位置にある赤色矮星TRAPPIST-1に新たに4つの惑星を発見したと発表した。この発見により、惑星の総数は7個となった。大きさは、大きいものでも地球よりわずかに大きい程度で、中には火星サイズのものもある。この7個の惑星のうち、複数の惑星はハビタブルゾーン内を公転しており、2018年5月には、TRAPPIST-1の惑星の組成などが詳しく予測され、地球の250倍の水が含まれている可能性が示された。
2017年11月、太陽系から約11光年離れた位置にある赤色矮星ロス128を約10日で公転している惑星ロス128bを発見したと発表された。ロス128bは少なくとも地球の1.4倍の質量を持つ岩石惑星とされており、主星のハビタブルゾーン内を公転している。太陽よりも小さな赤色矮星は、プロキシマ・ケンタウリのように恒星活動が激しい閃光星が多く、仮にハビタブルゾーン内に惑星が公転していたとしても、大量の放射線を浴びて大気などに大きな影響を与えてしまうとされている。しかしロス128は、赤色矮星としては恒星活動が静穏であり、そのためロス128bが受ける放射線量（放射束）は地球の1.38倍に収まっているとされている。

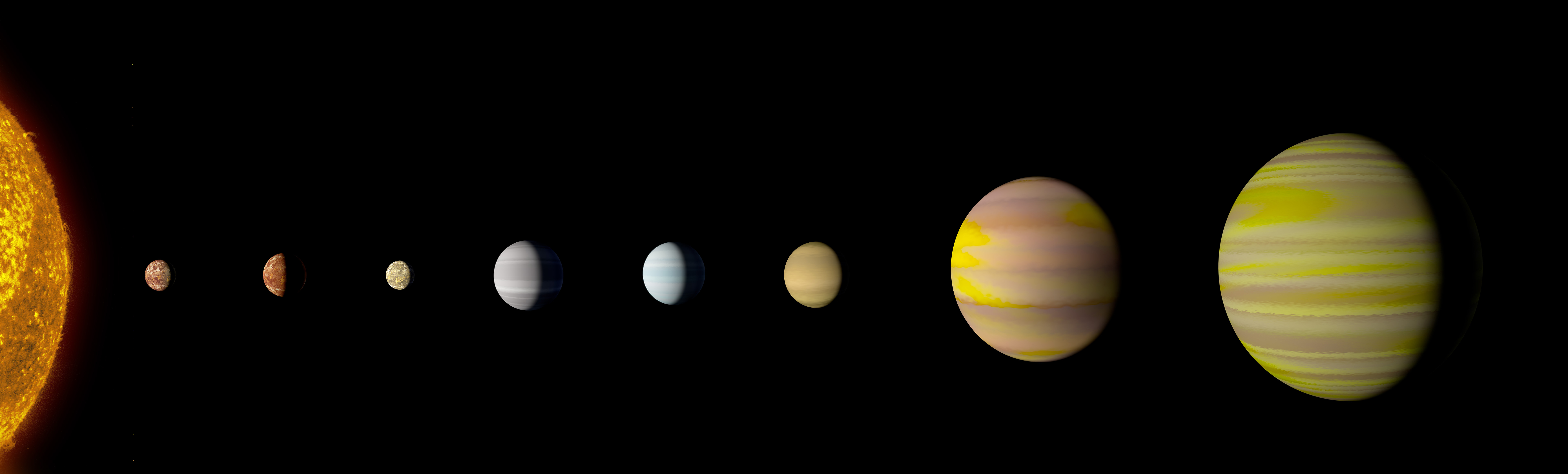
ケプラー90系の惑星の想像図

2017年12月、Googleの機械学習システムを用いた人工知能による分析で、すでにそれぞれ5個と7個の惑星の存在が知られていたケプラー80とケプラー90を公転する、新たな惑星を発見したと発表された。特にケプラー90系はこの発表によって、惑星数が太陽系と並ぶ8個となった。これは、既知の太陽系外惑星を持つ恒星の中では最多である（9個中2個の存在が確定していないHD 10180を除く）。
2018年3月、スーパーWASPが2011年に発見していた土星サイズの太陽系外惑星WASP-39bの大気に、土星の3倍もの水蒸気が含まれていることが発表された。
2018年4月18日、ケープカナベラル空軍基地からNASAの太陽系外惑星探査衛星TESSが打ち上げられた。予定ミッション期間は2年で、最大で1万個の太陽系外惑星候補を発見できると期待されている。そして同年9月、すでに木星の10倍の質量を持つ惑星の存在が知られていたテーブルさん座π星を公転する新たな惑星がTESSによる観測で発見され、TESSによって発見された初めての惑星となった。
2018年5月、スーパーWASPが2017年に発見していた太陽系外惑星WASP-107bの大気にヘリウムが含まれていることが、ハッブル宇宙望遠鏡による観測で判明した。太陽系外惑星の大気にヘリウムが検出されたのは、WASP-107bが初めてである。
2018年10月31日、9年以上に渡って観測を行ってきたケプラーの運用の終了が発表され、同年11月15日に、システムを完全停止させる「goodnight」コマンドが送信され、任務を終えた。
2018年11月14日、HARPSなどによって得られた約20年分のデータを基に、バーナード星の周囲を、少なくとも地球の3.23倍の質量を持つスーパー・アースとおぼしき太陽系外惑星候補が存在している可能性が示された。これが事実ならば、この惑星はプロキシマ・ケンタウリbに次いで太陽系に2番目に近い太陽系外惑星となる。
2018年11月26日、運用を終了したケプラーと宇宙望遠鏡ガイア、地上の望遠鏡の観測データを組み合わせた結果、104個の新たな太陽系外惑星が発見されたと発表された。そのうちの3個は、24時間以内で軌道を公転している。
2019年6月、地球から12.5光年離れた位置にある暗い赤色矮星ティーガーデン星のハビタブルゾーン内に地球とほぼ同等の質量を持つ2つの惑星が発見されたと発表された。
2020年1月、TESSの観測で赤色矮星TOI-700の周りを公転する3つの惑星が発見された。そのうち、地球程度の大きさを持つ最も外側のTOI-700 dはハビタブルゾーン内を公転しており、TESSがハビタブルゾーン内を公転する地球規模の惑星を発見したのはこれが初めてだった。

### 惑星候補の発見
2017年6月時点で、NASAのケプラーは5,000個以上の太陽系外惑星候補を発見している。そのうちのいくつかは、地球サイズで、ハビタブルゾーン内を公転している。

## 方法論
主系列星を公転する初めての太陽系外惑星は1995年10月6日に検出され、ペガスス座51番星bと命名された。太陽系外惑星の恒星面通過（トランジット）が観測されると、惑星の真の質量や大きさを含む多くの物理的要素を求めることができ、ある程度、内部構造を推定できる。さらに恒星面通過の際に分光分析を行うことによって、惑星の大気の動態や大気組成を調べることができる。
統計学的調査と個々の惑星の特徴付けは、太陽系外惑星学における基本的な問題を解き明かす手がかりとなっている。太陽系外惑星の観測には、これまで様々な観測技術が用いられてきた。様々な年齢の主星を公転する膨大な惑星のサンプルを文書化することは、惑星系の形成や地質の進化、軌道移動、そしてそれらの潜在的な居住性への理解を深めることに繋がる。また、太陽系外惑星の大気を特徴付けることは、太陽系外惑星学の新たなフロンティアとなっている。

### 発見方法

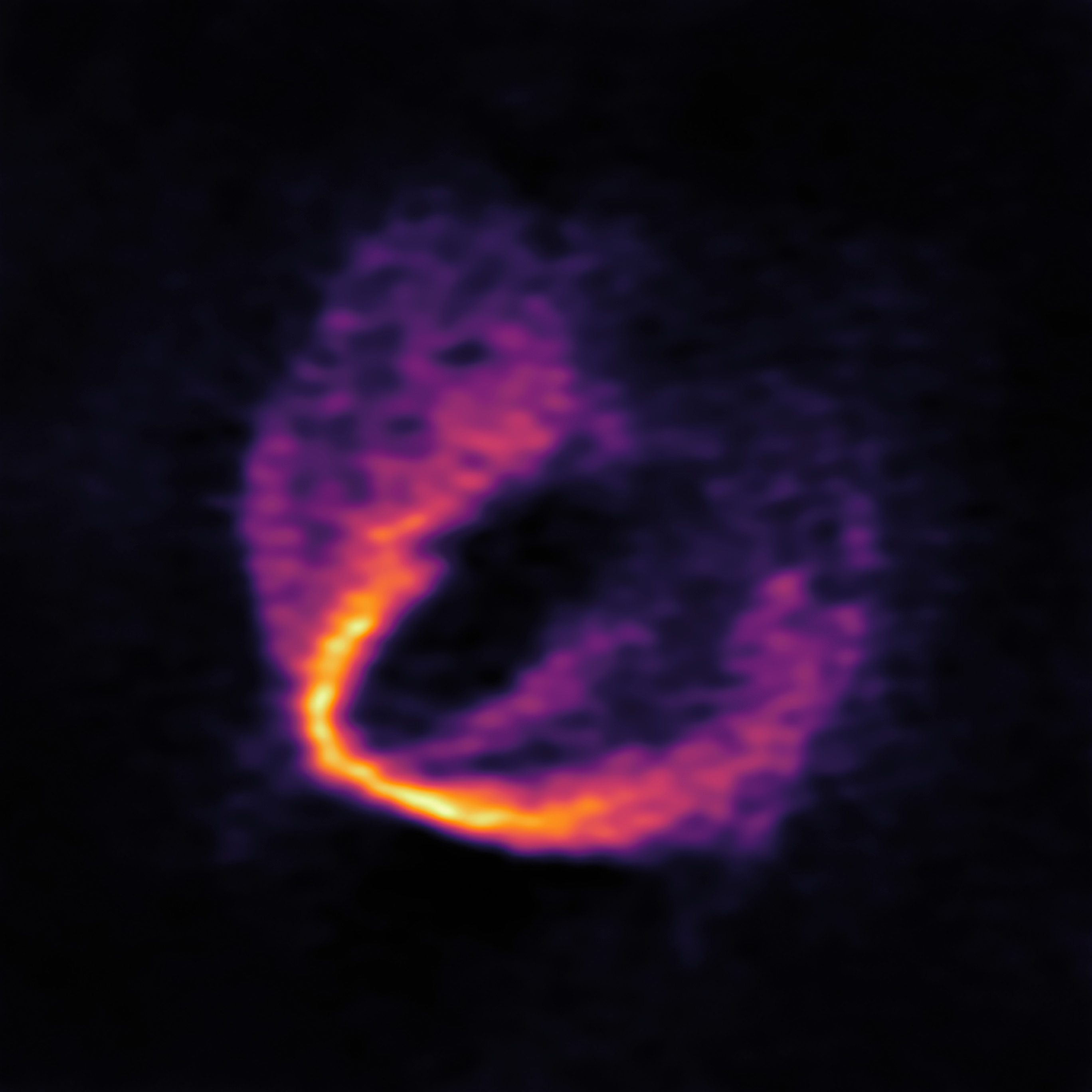
原始惑星系円盤のガスの流れを測る事により、太陽系外惑星の検出が可能になる。

これまでに発見されている太陽系外惑星の97%は主に、ドップラー分光法やトランジット法といった間接的な方法で発見されている。

## 太陽系外惑星の種類
太陽系内に存在するものについては、それぞれの項目を参照（木星型惑星、天王星型惑星、地球型惑星）。また、本項目では概要のみを記載している。

### 軌道による種類

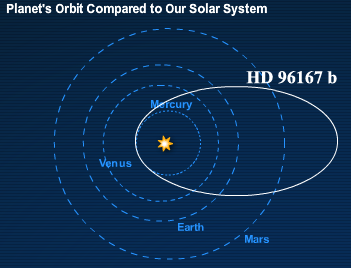
エキセントリック・プラネットのひとつ、HD 96167 bの軌道

エキセントリック・プラネット (eccentric planet)
軌道離心率が大きい惑星。明確な定義ではないが、軌道離心率0.1以上という目安が挙げられている。
逆行惑星 (retrograde planet)
惑星は通常、恒星の自転と同じ方向に公転しているが、これが逆の方向、すなわち中心の恒星の自転と逆の方向に公転している惑星。WASP-17bやHAT-P-7bなどが該当する。
ハビタブル惑星 (Habitable planet)
宇宙の中で生命が誕生するのに適した環境と考えられている天文学上の領域にある惑星。ゴルディロックス惑星と異なり、この領域内であれば惑星のサイズを問わない。

### 主星による種類

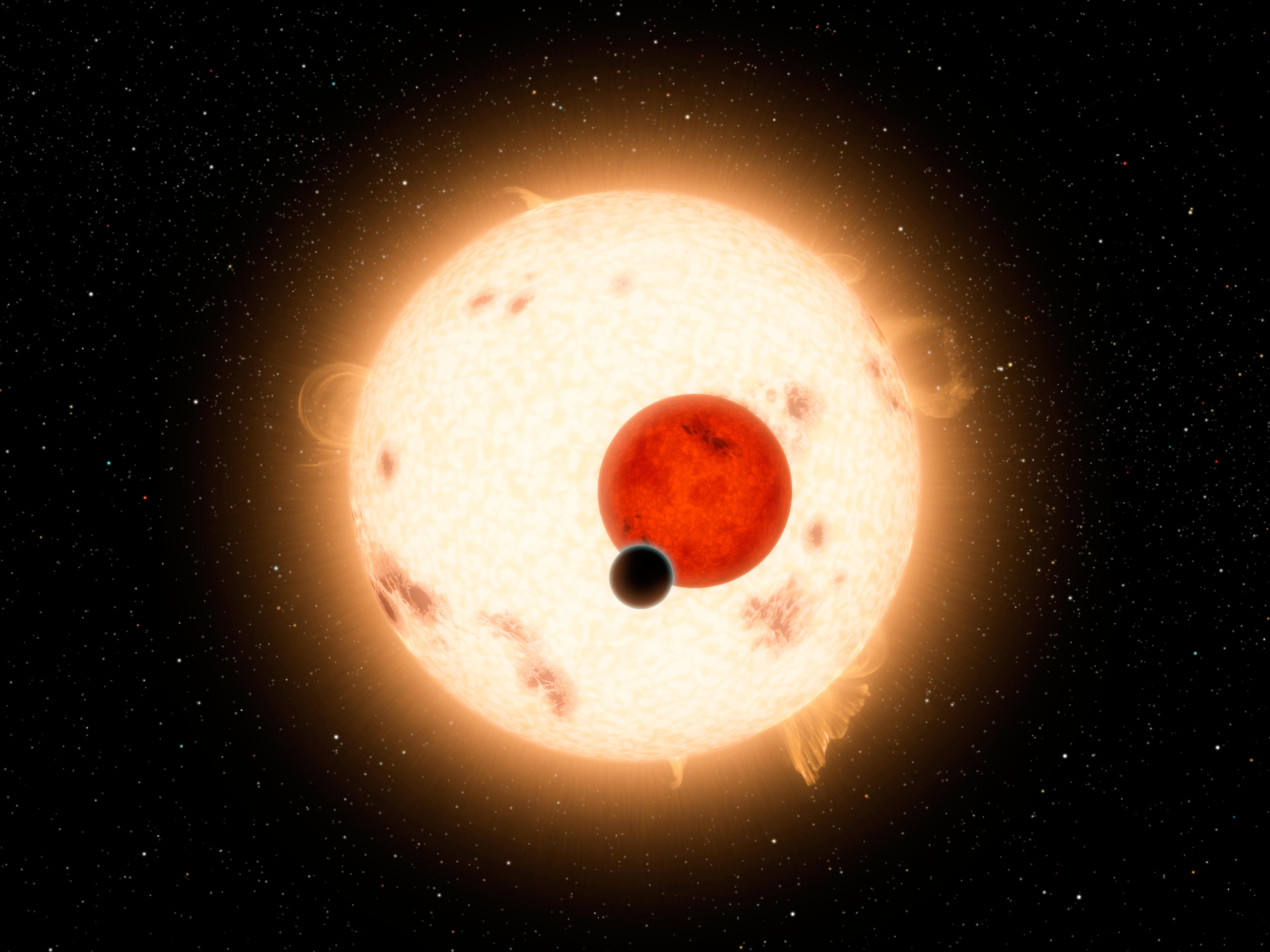
普通の恒星同士の連星系を公転する周連星惑星としては初めて発見されたケプラー16bの想像図

周連星惑星 (circumbinary planet)
連星の周囲を公転する惑星。連星の片方の恒星のみを公転する惑星は周連星惑星ではない。
パルサー惑星 (pulsar planet)
通常の恒星ではなく、パルサーの周りを公転する惑星。

### 軌道と大きさによる種類
ホット・ジュピター (hot Jupiter)
木星と同程度またはそれ以上のサイズで、恒星にきわめて近い軌道（軌道長半径0.1au以下）を公転している惑星。
ホット・ネプチューン (hot Neptune)
海王星程度のサイズで、ホット・ジュピターと同様の軌道を持つ惑星。
ゴルディロックス惑星 (Goldilocks planet)
ハビタブルゾーン内にあり、かつ地球にある程度似ていて、生命の発生だけでなく進化も起こりうる惑星。

### 物理特性による種類
ほとんどの場合、軌道・サイズ等からの推測だが、分光スペクトルが得られた惑星も若干ある。
スーパー・アース (super Earth)
明確な定義はないが、地球の数倍から数十倍の質量を持つ岩石で出来た惑星とされている。
ミニ・ネプチューン(Mini-Neptune)
スーパー・アースより大きく、海王星質量よりは小さい惑星。
パフィー・プラネット (puffy planet) または ホット・サターン (hot Saturn)
ホット・ジュピターのうち、密度が土星と同程度かそれ以下 (≲ 0.7×水の密度) の惑星。

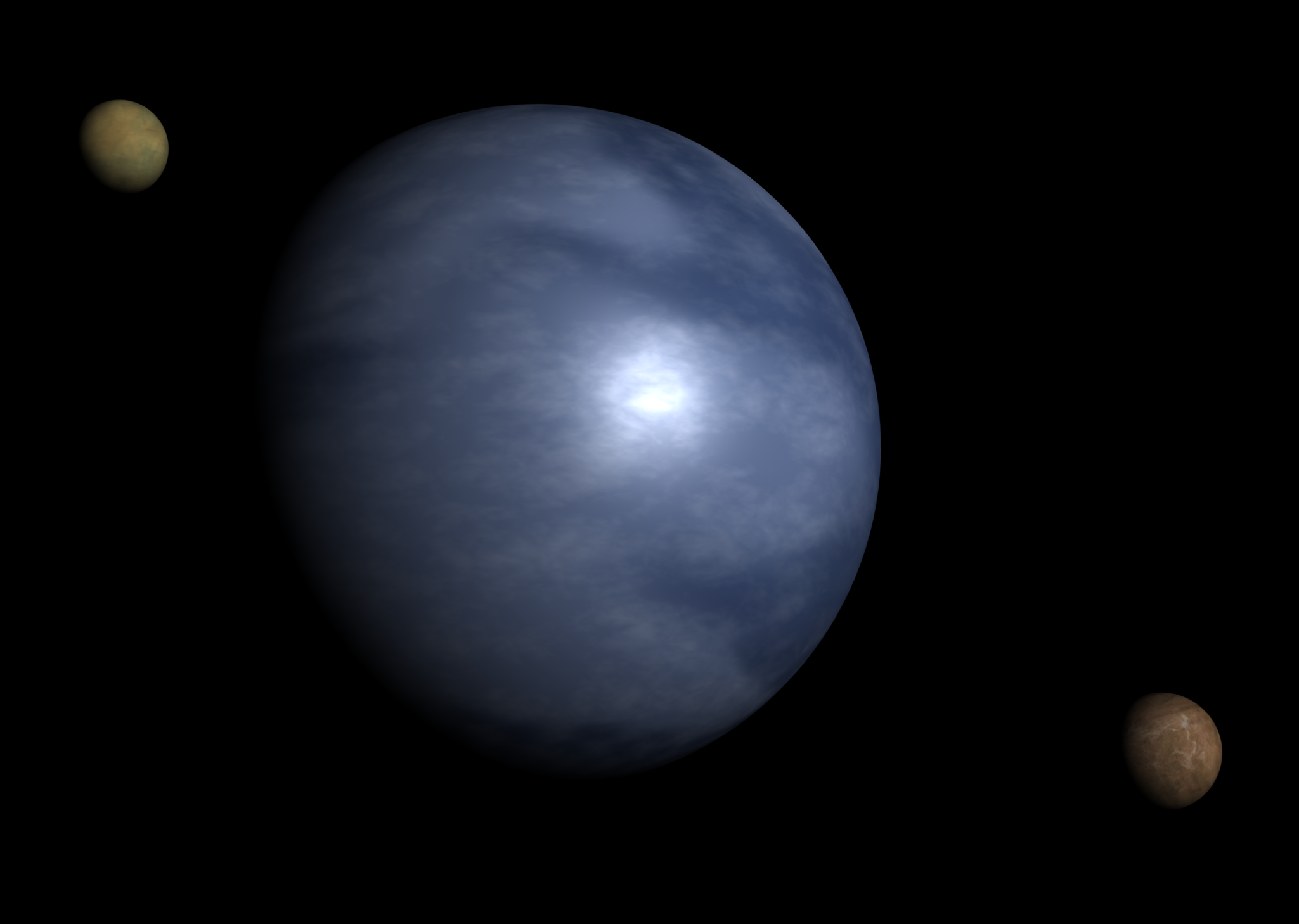
海洋惑星の想像図。

海洋惑星 (ocean planet)
氷と岩石で構成されている惑星が恒星の熱により氷が溶け出し、深さ数百kmにおよぶ液体の層が出来ていると推測されているもの。
スーパーイオ (super Io)
木星の衛星であるイオと同様に、恒星の重力を受けて、潮汐加熱が発生していると考えられる軌道上にある惑星。あまりに高温のため、表面が溶けた溶岩で覆われていると考えられている。
アイボール・アース (eyeball Earth)
赤色矮星を公転する岩石惑星のうち、大きさが地球と同程度から数倍程度で公転軌道がハビタブルゾーンの範囲にある惑星。赤色矮星の表面温度は低く表面積は小さいため放射エネルギーは弱い。このため、ハビタブルゾーンは赤色矮星からかなり近い距離にあると考えられている。ハビタブルゾーンを公転する惑星は、赤色矮星からの強い潮汐力によって月のように常に同じ面を赤色矮星に向けているものと考えられている。このことにより、赤色矮星側の表面は常に昼で水は液体の状態で存在し、反対側は常に夜で水は氷結しているものと考えられている。離れた位置から惑星を見ると、最も赤色矮星に近い表面は氷が溶けて目玉のように見えると想像されているためアイボール・アースと名付けられた。候補星は、プロキシマ・ケンタウリb、ウォルフ1061 c、グリーゼ581gなど。
炭素惑星 (carbon planet)
ケイ素ではなく炭素が卓越し、主に炭素化合物で形成されている惑星。候補星はかに座55番星e。
クトニア惑星 (Chthonian planet)
かつてガス惑星(ホット・ジュピターなど)だったが、コア以外の揮発性物質の層 (主に水素やヘリウム) が主星の熱により吹き飛ばされた。

#### 候補なし
コア無し惑星 (coreless planet)
地球型惑星の一種だが、金属のコアが無くマントルのみで出来ている。
鉄惑星(Iron planet)
地球型惑星の異種だが、マントルが無いか、非常に少ない構造の惑星。
ヘリウム惑星 (helium planet)
ヘリウムが主成分の白色矮星が重力崩壊を起こした際に形成されると考えられている。

## 形成と進化
惑星は主星が形成される数千万年の間に形成される。太陽系の惑星は現在の状態しか観測することができないが、年齢の異なる様々な惑星系の観測は、異なる進化の段階にある惑星の観測を可能にさせている。現在、観測可能な惑星系は、原始惑星系円盤が形成途中の段階のものから、形成から100億年以上が経過したものまで様々である。原始惑星系円盤内で形成されている岩石惑星は、時間の経過とともに冷たく収縮した水素エンベロープを持ち、惑星の質量に応じて水素の一部、もしくは全体は宇宙空間へ放出されていく。これは、岩石惑星であっても早く形成されれば大きさが大きくなることを意味する。例えばケプラー51bは、地球の約2倍の質量を持たないが、地球の約100倍の質量を持つ土星とほぼ同じ大きさを持っており、形成から数億年しか経過していない若い惑星とされている。

## 主星

恒星のスペクトル分類

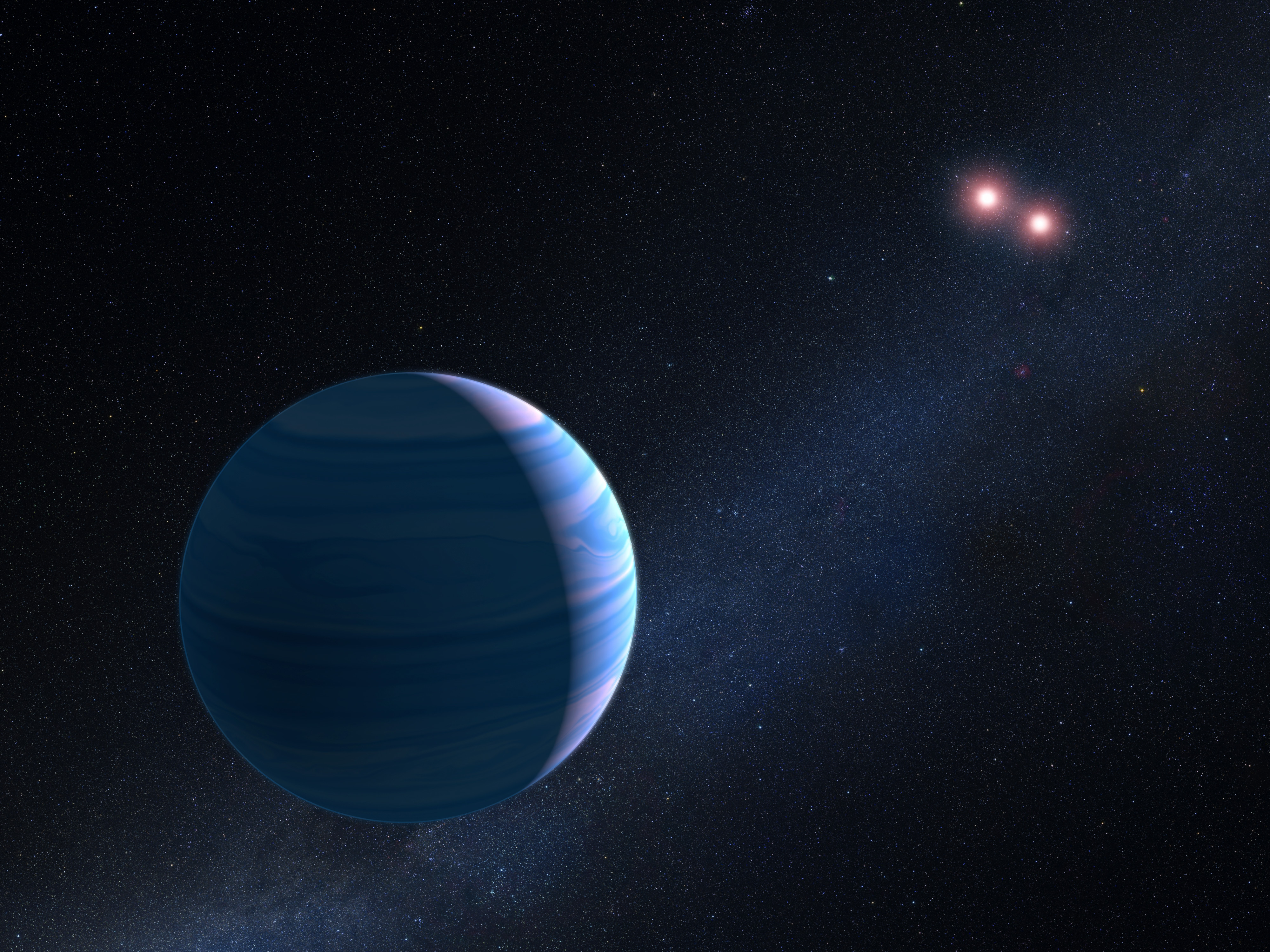
2つの恒星の周囲を公転する惑星の想像図

1つの恒星は平均で少なくとも1個の惑星を持つとされており、また太陽のような恒星の5分の1は、ハビタブルゾーン内に地球規模の惑星を持っているとされている。
知られている太陽系外惑星のほとんどは、太陽に比較的似たF型主系列星、G型主系列星、K型主系列星を公転している。低質量星（赤色矮星、M型主系列星）も、ドップラー分光法で検出されるに充分な質量を持った大きな惑星を伴っているとされている。それにもかかわらず、赤色矮星の周りを公転している惑星は、ケプラーのトランジット法による観測で発見された数十個に留まっている。
ケプラーによる観測データから、恒星の金属量と太陽系外惑星を持つ確率に相関性があることが見出されている。金属量がより多い恒星は、少ない恒星よりも惑星、特に質量が大きなものを持っている可能性が高い。
いくつかの太陽系外惑星は、連星系内の恒星の1つを公転しているものもあり、さらに、連星系全体の周りを公転する周連星惑星も発見されている。三重連星系内を公転する惑星もいくつか知られており、またケプラー64bやおひつじ座30番星bは、四重連星系内を公転している。

## 一般的な特徴

### 色と明るさ

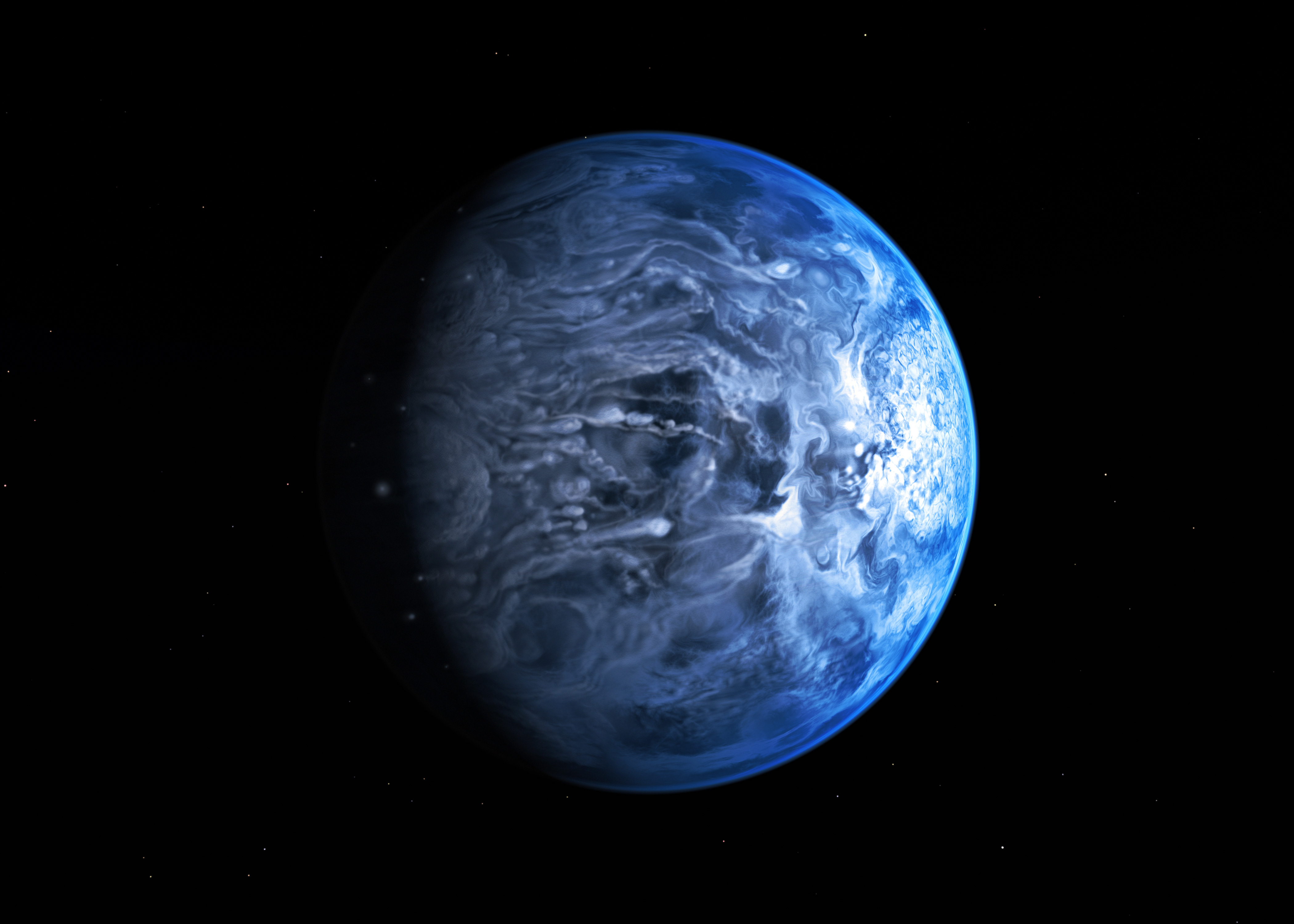
観測結果に基づいて描かれた、惑星HD 189733 bの想像図

2013年に、初めて太陽系外惑星の「色」が判明したと発表された。太陽系外惑星HD 189733 bのアルベドの最適測定値から、この惑星は濃い青色をしていることが示された。また同年末には、マゼンタ色のおとめ座59番星b（GJ 504 b）や、近くなら赤色に見えると思われるアンドロメダ座κ星bを含む、いくつかの太陽系外惑星の色が求められた。
惑星の見かけの明るさは、観測者からの距離、アルベド、主星の光度と惑星までの距離に依存する主星から受ける光の量によって決まる。そのため主星に近いアルベドの低い惑星は、主星から遠くアルベトの高い惑星よりも明るく見えるかもしれない。
既知の太陽系外惑星の中で幾何アルベドにおいて最も暗いのはホット・ジュピターのTrES-2で、反射率はわずか1%未満であり、これは石炭もしくは黒色のアクリル塗料よりも低い。ホット・ジュピターは、大気中に含まれるナトリウムとカリウムのため暗い色になるとされているが、なぜTrES-2がこれほど暗いのかは分かっておらず、未知の化合物に起因する可能性も示されている。
ガス惑星の場合、金属量または大気温度の増加を妨げる雲がない限り、幾何アルベドはそれに伴い減少する。雲の深さが増加すると光化学でのアルベドは上昇するが、一部の赤外線波長では減少する。一方、年老いた惑星は雲の深度が深いため、時間が経過すると共に光学アルベドは上昇していく。しかし、より質量の大きな惑星は、より深度が深い雲を形成するのに強い重力を有するため、惑星の質量が増すにつれて光学アルベドは減少する。また楕円軌道を描いている惑星は、大気組成に大きな変動を引き起こし、大気に大きな影響を及ぼす可能性がある。
大きなガス惑星もしくは若いガス惑星では、近赤外線波長の反射よりも多くの熱放射が見られる。したがって光学的な明るさは完全に満ち欠けに依存するが、近赤外線では必ずしもそうとは限らない。
ガス惑星の温度は形成からの時間経過、そして主星からの距離が遠くなるにつれて減少する。低くなる温度は雲がなくても光学アルベドを上昇させ、充分に温度が低くなると水の雲が形成され、光学アルベドはさらに上昇する。さらに低い温度ではアンモニアの雲が形成され、ほとんどの光学波長および近赤外線波長で最も高いアルベドが示されるようになる。

### 軌道
これまで発見された多くの太陽系外惑星の大部分は、太陽系の惑星よりも高い軌道離心率を持っている。軌道離心率の値が低いと軌道が円形に近いことを示しており、また、太陽系外惑星の多くは主星の非常に近くを公転している。それに対して太陽系の惑星は8個のうち6個がほぼ円軌道である。こうした太陽系外惑星の発見は、惑星の軌道離心率が小さな太陽系が稀で独特な構造であることを示している。1つの説として、惑星の数の多さが惑星の軌道を円軌道にさせている可能性が挙げられており、他にも小惑星帯が原因であるとする説もある。惑星を多く有する惑星系も発見されているが、太陽系に類似したものはほとんど知られておらず、また太陽系のように惑星が広範囲に渡って分布している惑星系も少ない。居住性、特に高度な生命が生息可能な環境には低い軌道離心率が必要である。しかし、多くの惑星がある惑星系では、居住可能な惑星が存在できるかもしれない。
しかし、近年の観測技術の向上に伴い、グリーゼ676A系やケプラー90系などの、構造が太陽系に似た惑星系も発見されるようになっており、太陽系は数ある惑星系のパターンの1つに過ぎないという考え方も広がってきている。

### 磁場
2014年、惑星表面からの水素の蒸発を観測した結果、惑星HD 209458 bの周りに磁場が存在すると推測された。これが初めて（間接的に）検出された太陽系外惑星の磁場となった。この磁場の強さは木星の約10分の1になるとされている。
主星と近くの惑星の間で作用する、磁場の相互作用はガリレオ衛星が木星の表面上にオーロラを形成させるのと同様の原因で引き起こされる。オーロラによる電波放射はLOFARなどの電波望遠鏡で検出することができる。電波の放射は、他の観測方法では求められない、惑星の自転速度を求めれる可能性が示されている。
地球の磁場は、液体金属コアの流れに起因するが、より内部が高圧なスーパー・アースでは、地球での条件で作られた化合物と異なるものが形成されるかもしれない。化合物は、より大きな粘度と高い融点を持つ可能性があり、内部が異なる層に分類するのを避け、コアの無い未分化のマントルを形成しているかもしれない。MgSi3O12のような、酸化マグネシウムの形態は、スーパー・アース内部の圧力と温度では、液体金属となり、スーパー・アースのマントルに磁場を発生させる可能性がある。
ホット・ジュピターは予想以上に大きなサイズを有していることがある。これは、恒星風と惑星の磁場との間で作用する相互作用によって引き起こされ、惑星の加熱によって生じる電流により、惑星は膨張される。磁気活動が強い恒星ほど恒星風は強く、大気に生じる電流により、惑星の加熱と膨張はより大きくなる。この理論は、恒星の活動が膨張した惑星の半径と相関性があるという観測結果と一致している。
2018年8月、科学者達は気体状の重水素の液体金属への形態の変化を発表した。これは、観測された強力な磁場の要因となる可能性のある液体金属水素を多く含んでいると考えられているため、研究者が木星や土星などの巨大ガス惑星をより深く理解するのに役立つとされている。

### プレートテクトニクス
2007年に、独立した2つの研究チームは、より規模が大きなスーパー・アースにプレートテクトニクスが存在する可能性について、それぞれ逆の結論に達している。片方のチームは、プレートテクトニクスは一時的にしか発生しないか、あるいは一枚岩のプレートの下でマントルが対流するだけの「スタグナントリッド」と呼ばれる状態になるとしており、もう片方のチームは、惑星が乾燥していてもスーパー・アースならプレートテクトニクスは起こりうるとしている。
スーパー・アースが地球の80倍以上の水を持っていれば、全ての大陸が沈み海洋惑星となる。しかしこの限界よりも水の量が少なければ、深層の水循環は、大陸とマントルの間に充分な量の水を移動させ、大陸の存在を可能とする。

### 火山活動
かに座55番星eの大規模な表面温度の変動は火山活動を起こせるとされており、熱放出を遮断する大きな塵雲を放出し、惑星を覆っている可能性がある。

### 環
恒星1SWASP J140747.93-394542.6の周りには、土星の環よりも遥かに大きな環によって囲まれた伴天体が公転していることが知られている。しかし、その伴天体の質量ははっきりしておらず、惑星ではなく褐色矮星や、低質量の恒星である可能性もある。
フォーマルハウトbの光学的な明るさの強さは、木星ではガリレオ衛星が公転している領域に相当する惑星半径の20～40倍の大きさを持つ環のような構造が、光を反射していることに起因している可能性がある。
太陽系のガス惑星の環は主惑星の赤道面上に位置している。しかし主星に近い惑星の場合、主星からの潮汐力によって、最も外側の環は主星が公転する惑星の軌道面に沿って位置するようになるとされている。内側の環は、太陽系のガス惑星と同様に赤道面上に位置しているため、惑星の自転軸が傾いている場合、環の内側と外側で傾斜が異なっている歪んだ環となるだろう。

### 衛星
2013年、自由浮遊惑星を公転する衛星候補の天体を発見したと発表された。また、2017年には太陽系外惑星ケプラー1625bには、海王星サイズの衛星「ケプラー1625b I」が存在する可能性が示され、2018年10月3日にはその存在を示す証拠が得られたと発表された。

### 大気

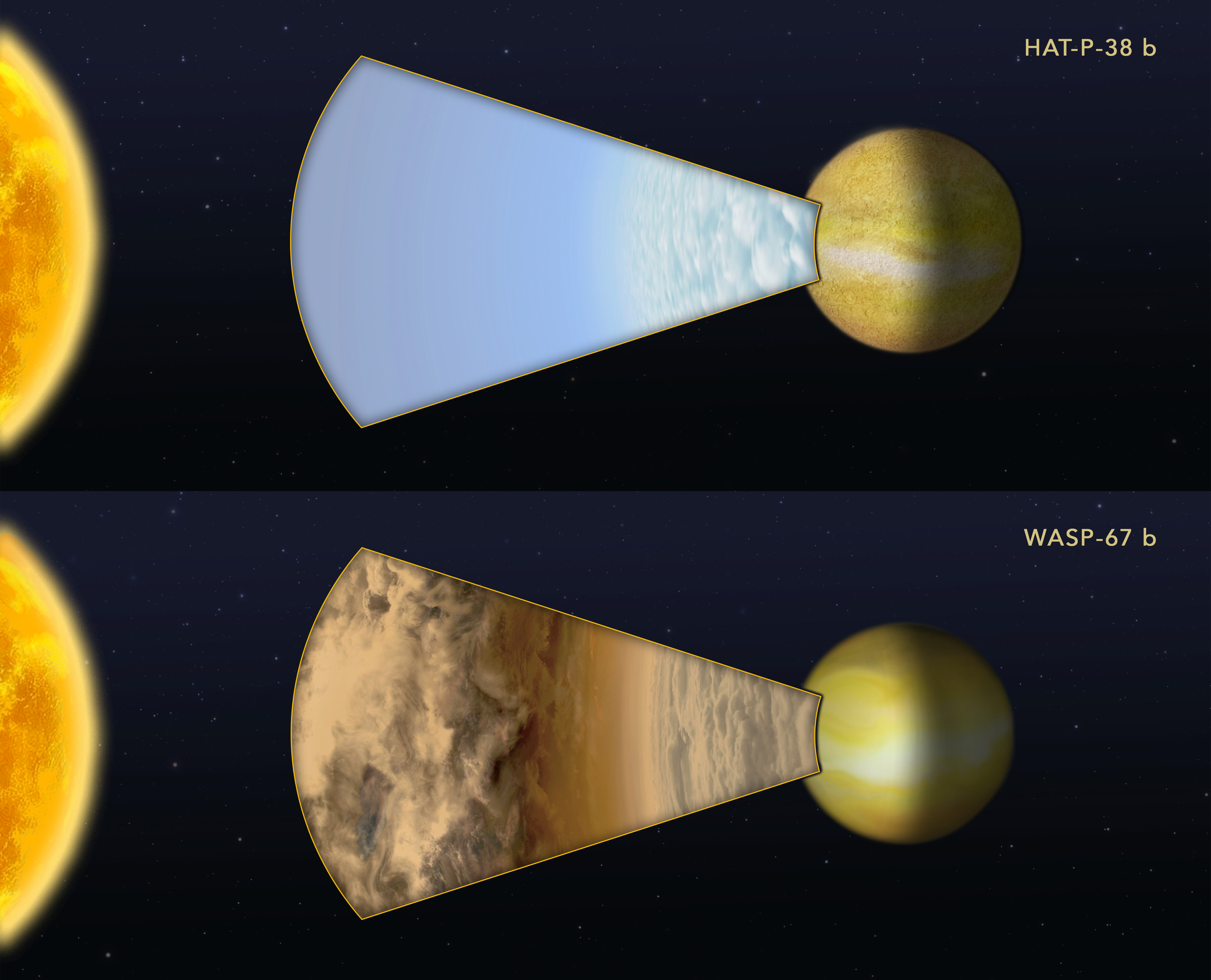
2つの太陽系外惑星の、晴れた大気と曇った大気を比較した図

いくつかの太陽系外惑星では、大気の存在が確認されている。初めて太陽系外惑星の大気が発見されたのはHD 209458 bの2001年であった。
太陽系外惑星ケプラー1520b（KIC 12557548 b）は主星に非常に近い軌道を公転する小さな岩石惑星で、尾を引いて蒸発されている。この塵は、火山活動から噴出されたものが、惑星の表面重力が小さいが故に放出されたか、金属蒸気が凝縮して超高温な状況下によって気化した金属の塵であるとされている。
2015年6月、科学者たちは太陽系外惑星グリーゼ436bの大気が蒸発し、惑星の周りに巨大な雲が形成されていると発表した。主星からの放射により、長さ14×106 kmの長い尾が出来ているとされている。
2017年5月、大気中の氷晶から反射される光を何万kmも離れた周回衛星から観測したと発表された。これを識別するための技術は太陽系外惑星を含む遠方の天体の大気の研究にも役立つとされている。

### 日射のパターン
潮汐固定された、自転周期と公転周期の比が1:1（自転と公転の同期）の惑星は、片側は常に主星を向けるため高温となり、もう一方は光が届かず冷たく凍り付いているであろう。ハビタブルゾーン内にある惑星の場合、惑星の主星を向けている側のみに水が存在し、もう片側では水は氷として存在することから、そのような惑星は外見が眼球のように見えるかもしれない（アイボール・アース）。一方、楕円軌道で公転している惑星の場合、自転周期と公転周期の比が3:2、もしくは5:2だと、惑星の両面に高温の領域が発生し、眼球のように見える部分が2つ形成されるかもしれない。楕円軌道で、なおかつ自転軸が傾いている場合、日射のパターンはより複雑になる。

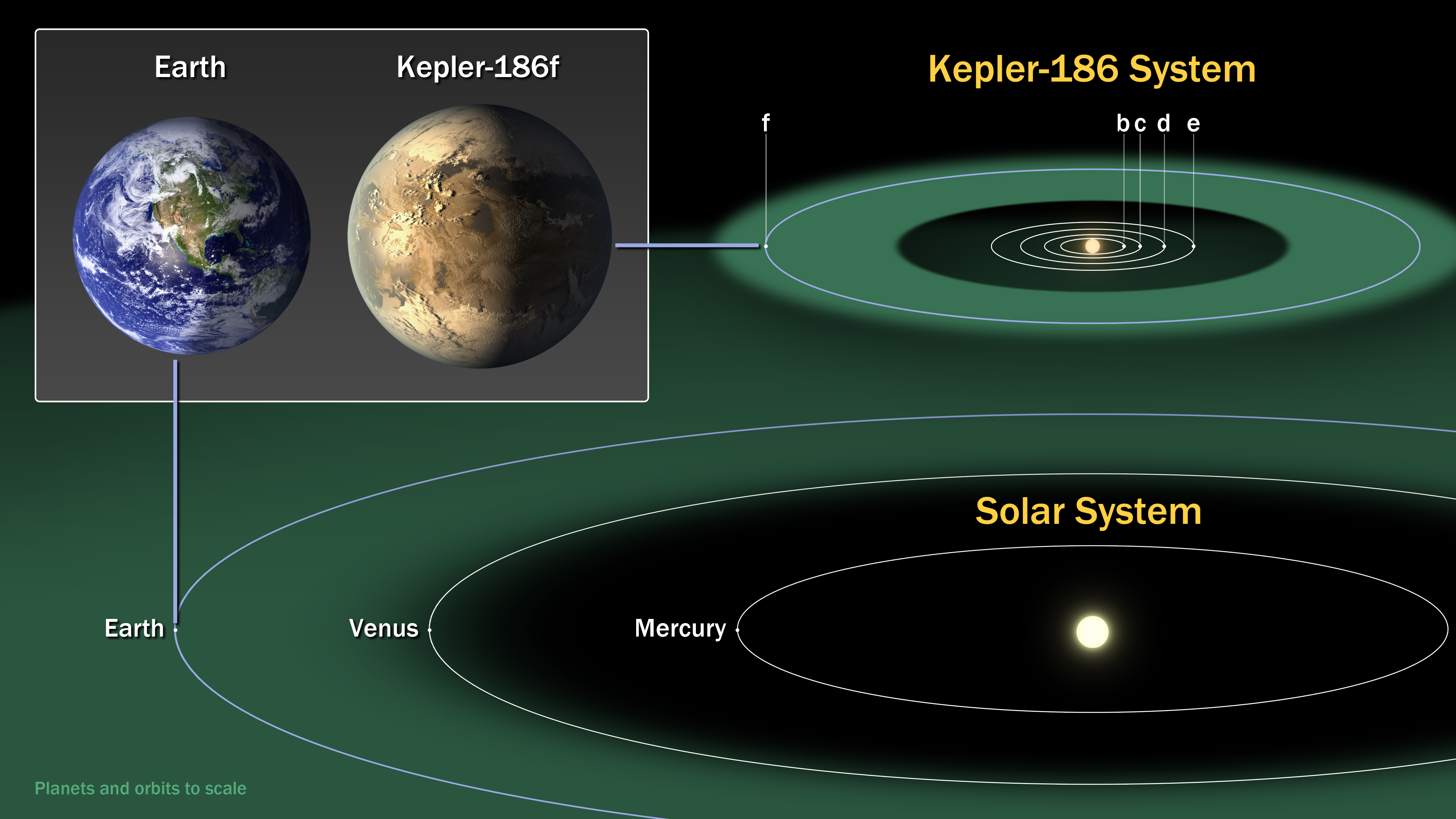
ハビタブルゾーン内を公転している惑星ケプラー186fと地球の比較

より多くの惑星が発見されるにつれて、太陽系外惑星学の分野は、地球以外の惑星についてより深い研究が行えるように進歩し、最終的に太陽系以外の天体での地球外生命体の見通しについて、取り組んでいくであろう。天文学的な距離を考えると、地球外生命体が惑星規模で発達し、古典的な物理化学的プロセスでは説明できないような大きな惑星環境の変化があれば、人類はその存在を認知できるかもしれない。例えば、地球の大気中に含まれる酸素（O2）は非生物学的方法によってわずかに生成される可能性はあるが、大部分が多くの植物や微生物による光合成によって生成されているため、太陽系外惑星に地球外生命が存在することを示す兆候にも利用できる。さらに、潜在的に居住可能な惑星は充分な大気圧を保持するのに必要な質量を持ち、活動が安定している恒星から表面に液体の水が存在できる適切な距離を保っている必要がある。